# 1904 en Belgique
Chronologie de la Belgique
- 1900
- 1901
- 1902
- 1903
- 1904
- 1905
- 1906
- 1907
- 1908

Cette page recense des événements qui se sont produits durant l'année 1904 en Belgique.

## Événements
- 15 février : accident ferroviaire à Schaerbeek. Deux voitures restent immobilisées sur la voie et sont violemment percutées par le train venant d'Ostende. La voiture de seconde classe s'encastre dans celle de troisième. On dénombre deux morts et 19 blessés[1],[2],[3].

- 27 mai : élections législatives.

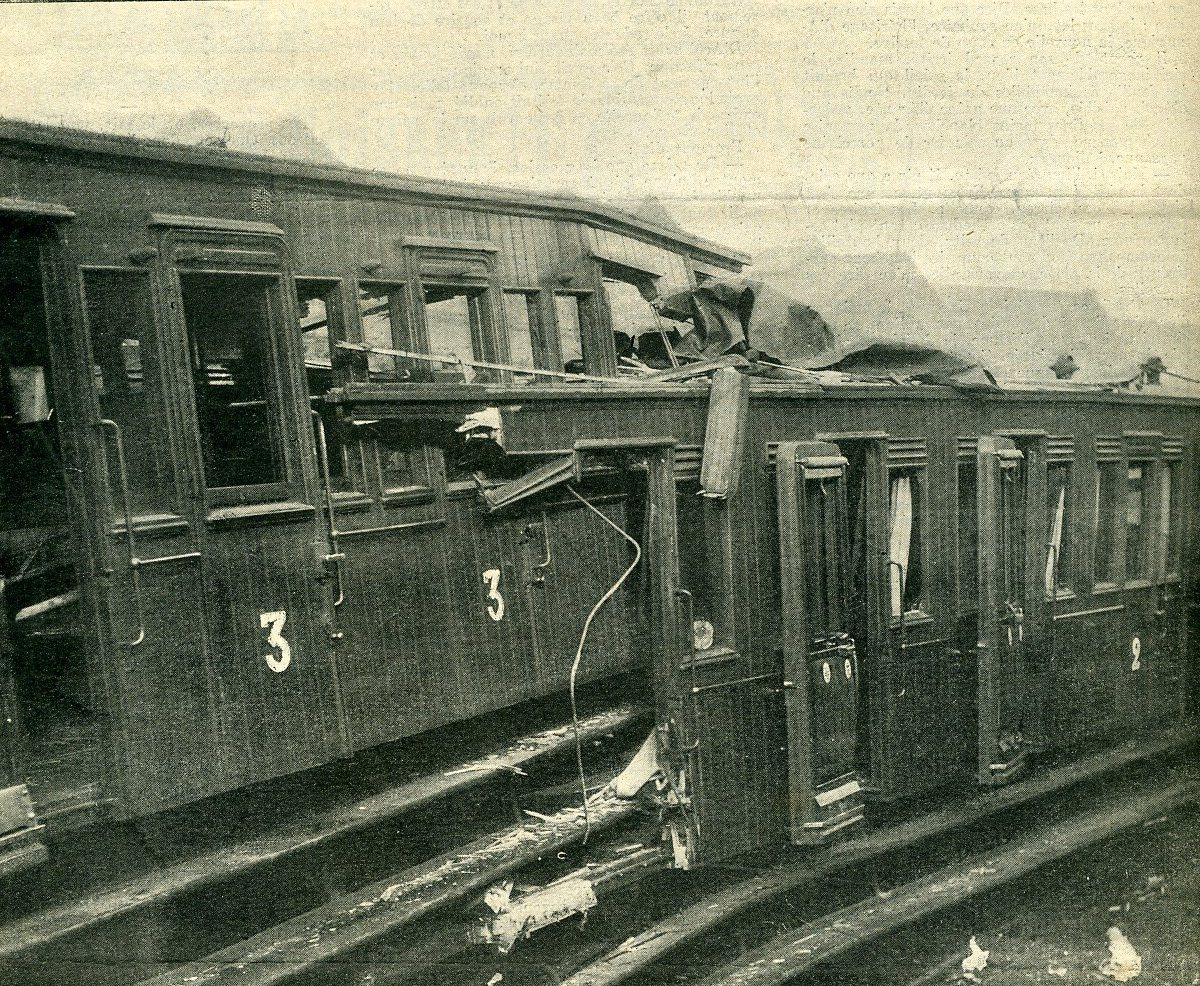
Accident de chemin de fer à Schaerbeek, le 15 février 1904.

- 7 juin : ratification par le Sénat d'une convention commerciale avec l'Allemagne[4].

## Culture

### Architecture

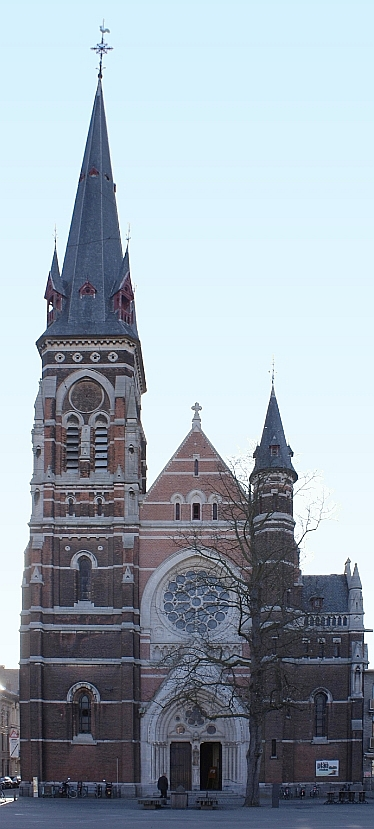
Église Saint-Norbert d'Anvers (néogothique)
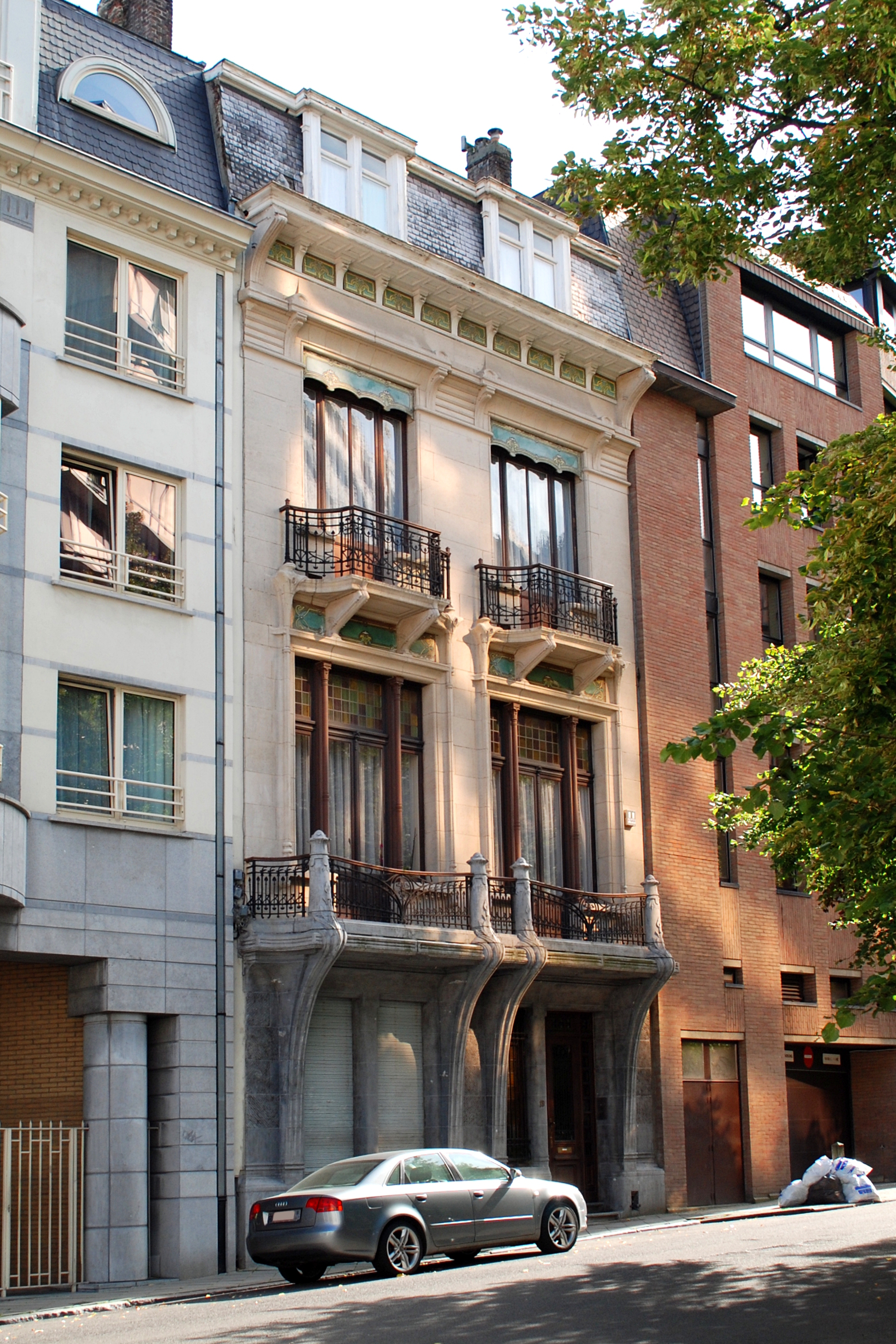
Hôtel du baron Buffin à Ixelles (Art nouveau, Henri Jacobs)
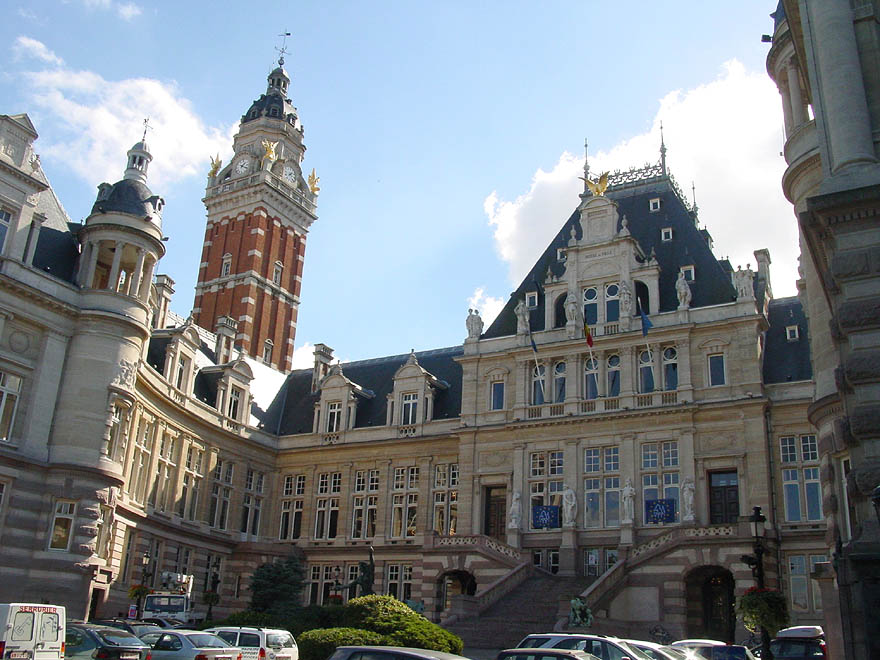
Hôtel communal de Saint-Gilles (néo-Renaissance, Albert Dumont)
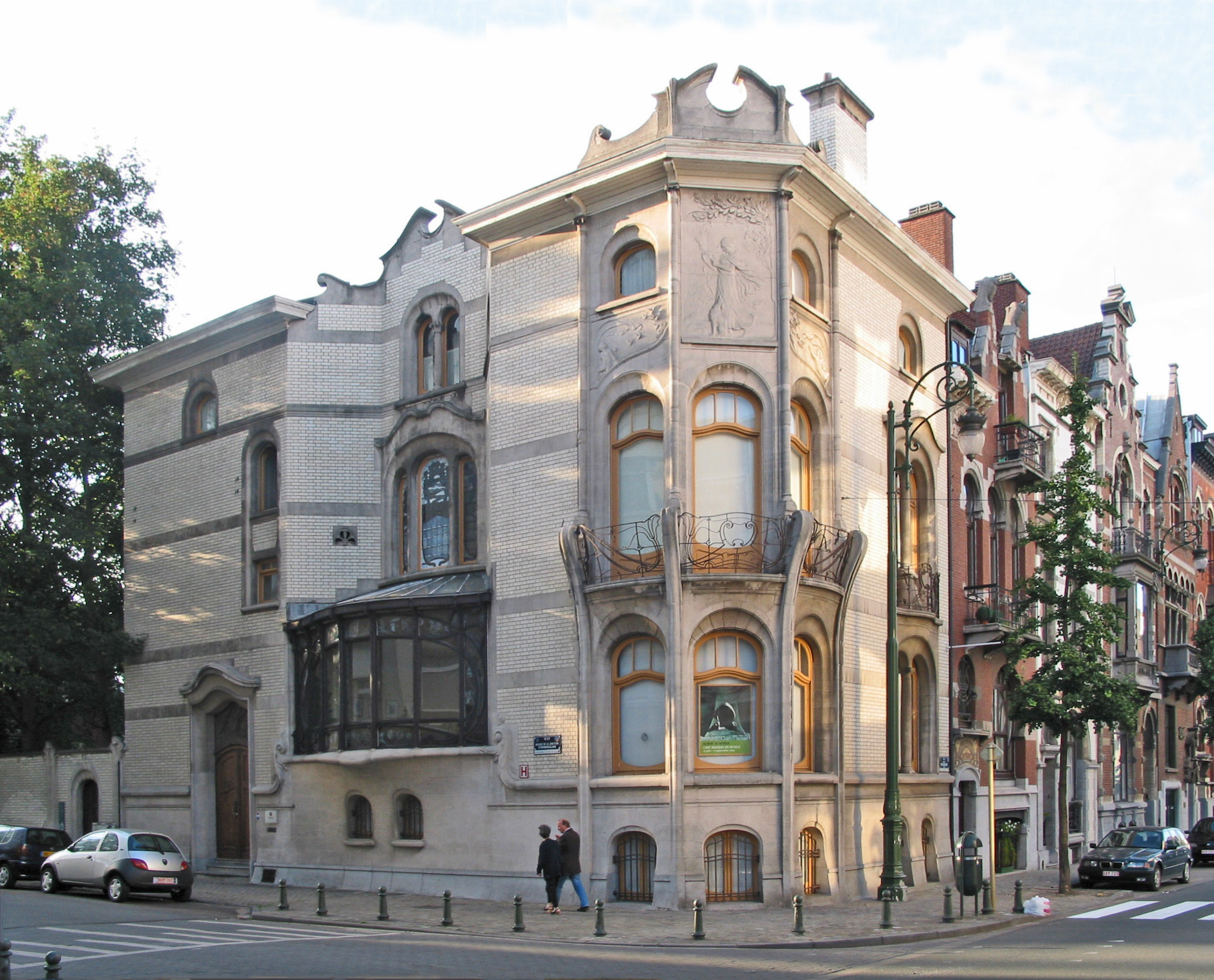
Hôtel Hannon à Saint-Gilles (Art nouveau, Jules Brunfaut)
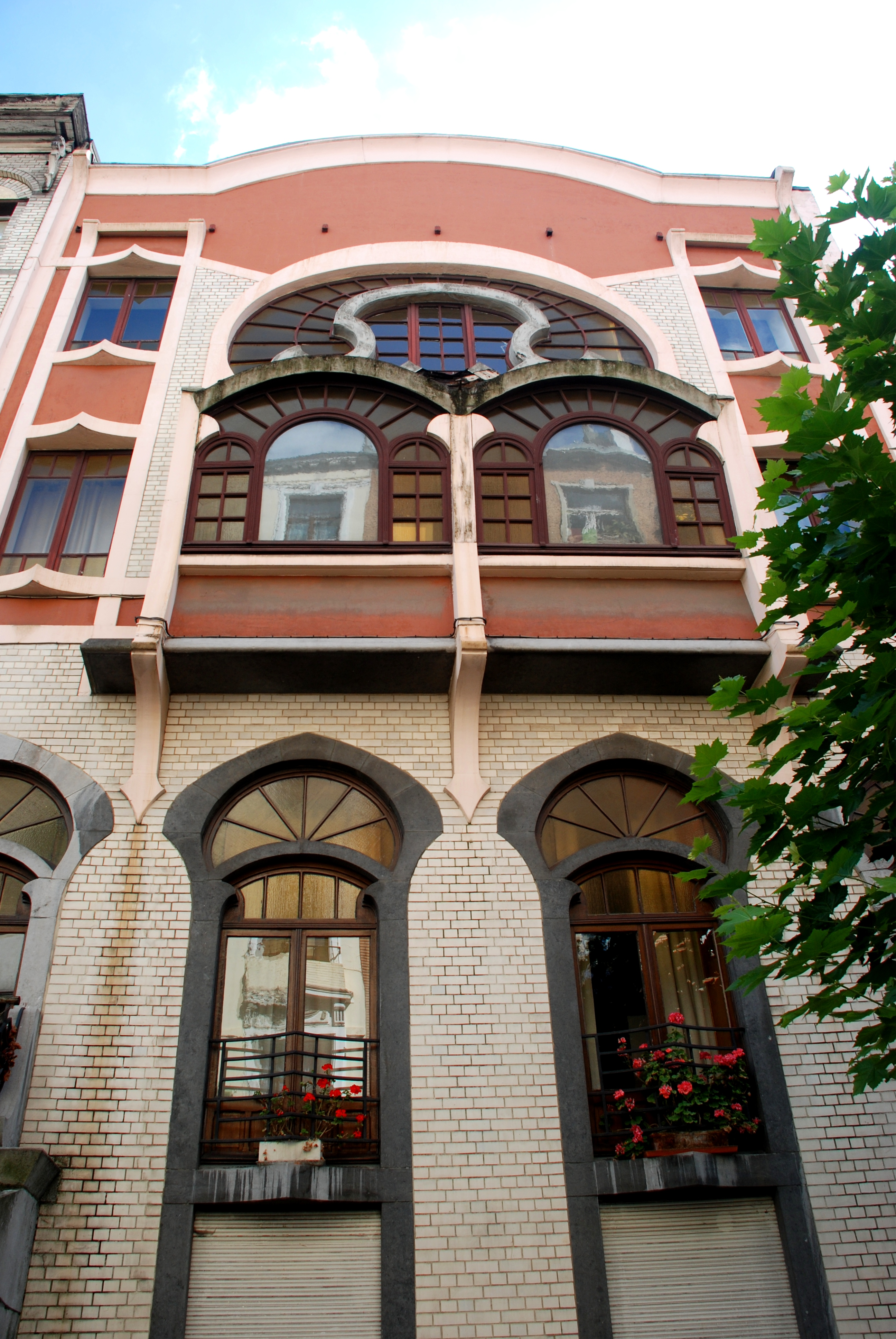
Maison Mayeres à Saint-Josse-ten-Noode (Art nouveau, Michel Mayeres)
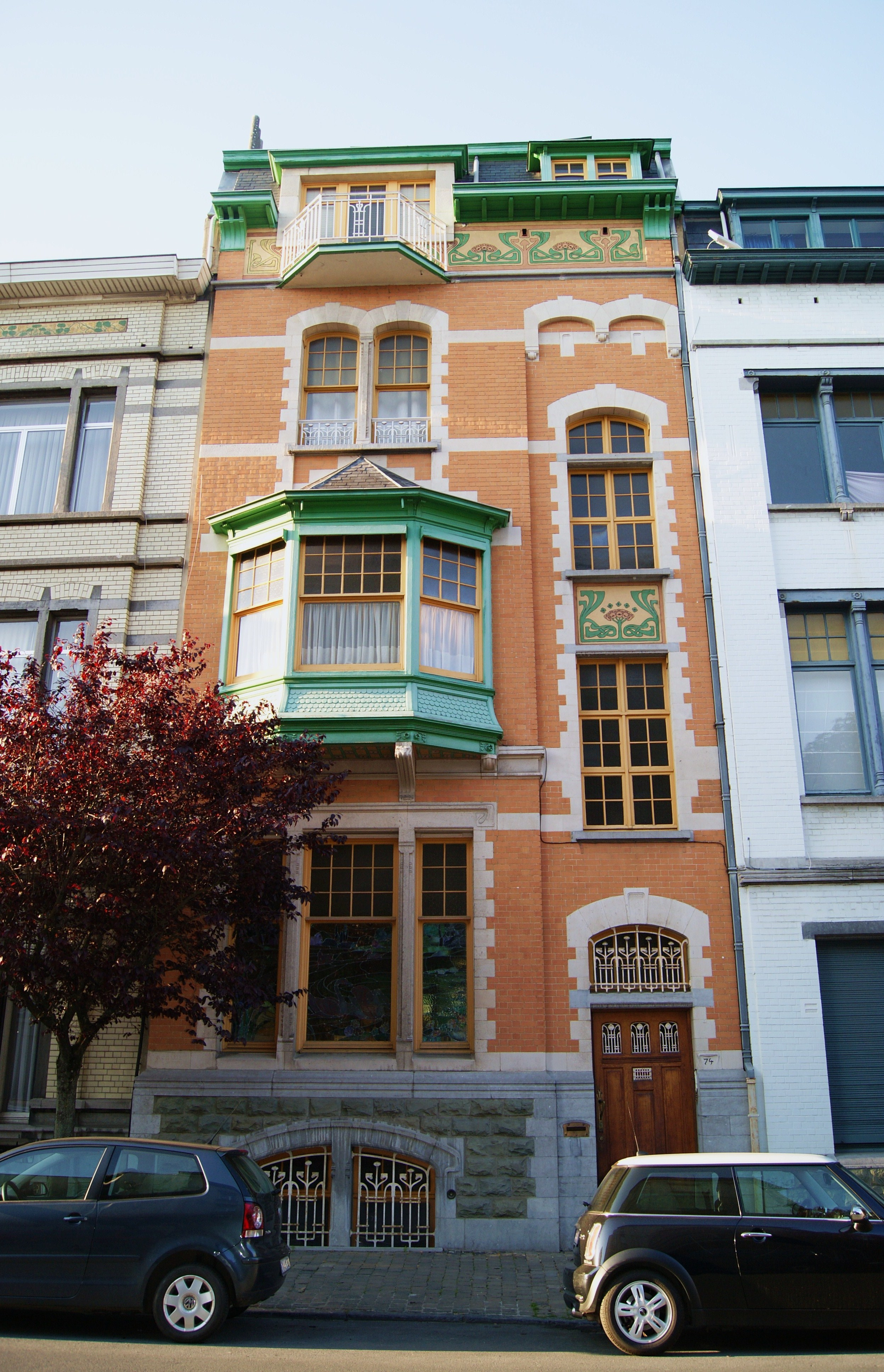
Maison personnelle et atelier du peintre Lemmers, à Ixelles (Art nouveau, Gabriel Charles)
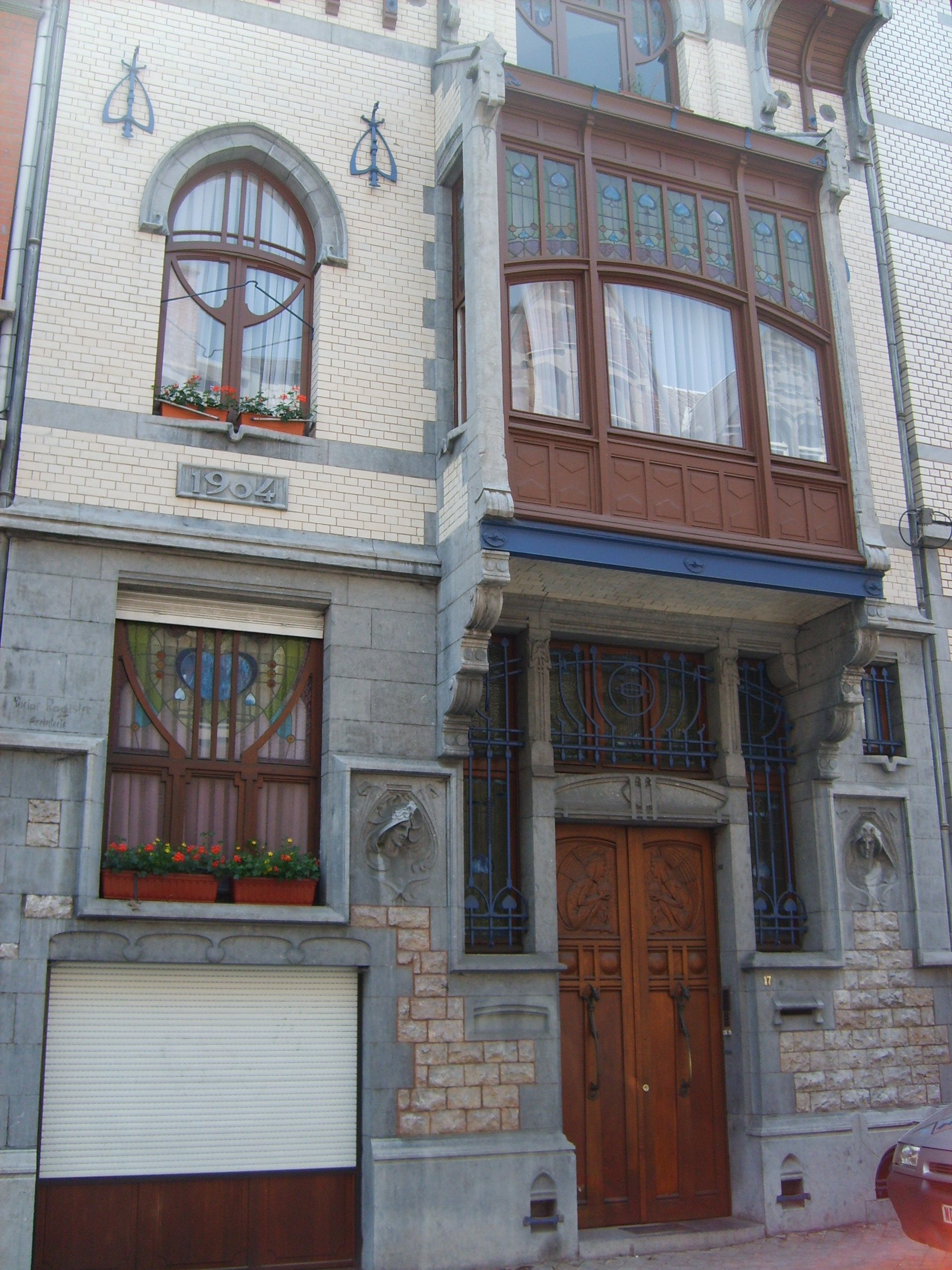
Maison Piot à Liège (Art nouveau, Victor Rogister)

### Littérature
- Le Cœur de François Rémy, roman d'Edmond Glesener[5].
- Le Jardinier de la Pompadour, roman d'Eugène Demolder[6].
- La Solitude heureuse, recueil de Fernand Séverin[7].

## Naissances
- 2 mars : Jan Mertens, coureur cycliste  († 21 juin 1964).
- 30 mars : Edgar P. Jacobs, auteur de bandes dessinées († 20 février 1987).
- 8 avril : 
  - Floribert Jurion, ingénieur agronome († 27 mai 1977).
  - Pierre Vermeylen, homme politique († 30 décembre 1991).
- 26 juin : Fernand Demany, journaliste et homme politique († 19 juin 1977).
- 16 juillet : Léon-Joseph Suenens, cardinal, archevêque de Malines-Bruxelles († 6 mai 1996).
- 23 juillet : Max Servais, écrivain et illustrateur († 18 décembre 1990).
- 27 juillet : Omer Taverne, coureur cycliste († 13 mai 1988).
- 6 octobre : Victor Larock, homme politique († 24 avril 1977).

## Décès
- 15 janvier : Eduard Lassen, chef d'orchestre et compositeur (° 13 avril 1830), mort à Weimar.
- 24 décembre : Julien Dillens, sculpteur (° 8 juin 1849).